# Gerald McCoy
(en) Statistiques sur pro-football-reference
Gerald McCoy, né le 25 février 1988 à Oklahoma City (Oklahoma), est un joueur américain de football américain évoluant au poste de defensive tackle dans la National Football League (NFL) pendant 12 saisons.
Après avoir joué au niveau universitaire avec les Sooners de l'Oklahoma, il est sélectionné par la franchise des Buccaneers de Tampa Bay lors de la draft 2010 de la NFL. Il y reste pendant neuf saisons et est sélectionné au Pro Bowl lors de six saisons consécutives (2012-2016). Après avoir été libéré par les Buccaneers, il passe la saison 2019 chez les Panthers de Carolina. Par la suite, il passe l'intersaison 2020 chez les Cowboys de Dallas. En 2021, il est engagé par les Raiders d'Oakland mais manque la majorité de la saison en raison d'une blessure.

## Biographie

### Carrière universitaire
Étudiant à l'Université d'Oklahoma, il joua pour les Sooners de l'Oklahoma de 2007 à 2009.

### Carrière professionnelle
Il est sélectionné lors de la draft 2010 de la NFL à la 3e place par les Buccaneers de Tampa Bay.
Le 20 mai 2019, il est libéré par les Buccaneers après neuf saisons avec l'équipe.
Le 3 juin 2019, il signe un contrat d'un an avec les Panthers de Carolina.
Le 31 mars 2020, il signe un contrat de trois ans avec les Cowboys de Dallas. Après avoir subi une blessure au muscle quadriceps fémoral lors d'une séance d'entraînement, il est libéré le 18 août 2020 avant le début de la saison régulière.
Le 4 août 2021, McCoy s'engage avec les Raiders de Las Vegas. Pendant le premier match de la saison régulière, il subit une blessure au genou mettant un terme à sa saison et est placé sur la liste des blessés le 15 septembre 2021.
Le 29 septembre 2023, il est suspendu pour six matchs pour avoir enfreint la politique antidrogue de la NFL.
Le 14 avril 2023, McCoy annonce sa retraite de la NFL.

## Statistiques
| Année         | Équipe                  | MJ  |       | Plaquages | Plaquages | Plaquages | Plaquages |       | Interceptions | Interceptions | Interceptions | Interceptions |  | Fumbles | Fumbles |
| Année         | Équipe                  | MJ  | Total | Seul      | Ast.      | Sacks     | Nb.       | Yards | Déf.          | TD            | Nb.           | Rec.          |  |         |         |
| 2010          | Buccaneers de Tampa Bay | 13  | 28    | 22        | 6         | 3,0       | 0         | 0     | 5             | 0             | 2             | 0             |  |         |         |
| 2011          | Buccaneers de Tampa Bay | 6   | 11    | 10        | 1         | 1,0       | 0         | 0     | 0             | 0             | 0             | 0             |  |         |         |
| 2012          | Buccaneers de Tampa Bay | 16  | 30    | 23        | 7         | 5,0       | 0         | 0     | 2             | 0             | 1             | 1             |  |         |         |
| 2013          | Buccaneers de Tampa Bay | 16  | 50    | 35        | 15        | 9,5       | 0         | 0     | 4             | 0             | 0             | 1             |  |         |         |
| 2014          | Buccaneers de Tampa Bay | 13  | 35    | 28        | 7         | 8,5       | 0         | 0     | 3             | 0             | 1             | 0             |  |         |         |
| 2015          | Buccaneers de Tampa Bay | 15  | 34    | 26        | 8         | 8,5       | 0         | 0     | 1             | 0             | 0             | 0             |  |         |         |
| 2016          | Buccaneers de Tampa Bay | 15  | 34    | 26        | 8         | 7,0       | 0         | 0     | 5             | 0             | 2             | 0             |  |         |         |
| 2017          | Buccaneers de Tampa Bay | 15  | 47    | 33        | 14        | 6,0       | 0         | 0     | 1             | 0             | 0             | 2             |  |         |         |
| 2018          | Buccaneers de Tampa Bay | 14  | 28    | 17        | 11        | 6,0       | 0         | 0     | 1             | 0             | 0             | 0             |  |         |         |
| 2019          | Panthers de Carolina    | 16  | 37    | 15        | 22        | 5,0       | 0         | 0     | 2             | 0             | 0             | 0             |  |         |         |
| 2021          | Raiders de Las Vegas    | 1   | 0     | 0         | 0         | 0,0       | 0         | 0     | 0             | 0             | 0             | 0             |  |         |         |
| Totaux en NFL | Totaux en NFL           | 140 | 334   | 235       | 99        | 59,5      | 0         | 0     | 24            | 0             | 6             | 4             |  |         |         |